# Crocota illibaria
Crocota illibaria là một loài bướm đêm trong họ Geometridae.